# Сакмарский сельсовет (Башкортостан)
Сакмарский сельсовет — муниципальное образование в Зианчуринском районе Башкортостана.

## История
Согласно «Закону о границах, статусе и административных центрах муниципальных образований в Республике Башкортостан» имеет статус сельского поселения.

## Население
| 2002 | 2009  | 2010 | 2012 | 2013 | 2014 | 2015 |
| ---- | ----- | ---- | ---- | ---- | ---- | ---- |
| 1064 | ↘1029 | ↘829 | ↘780 | ↘733 | ↘712 | ↘693 |
| 2016 | 2017  |      |      |      |      |      |
| ↘686 | ↘663  |      |      |      |      |      |

## Состав сельского поселения
| № | Населённый пункт                      | Тип населённого пункта       | Население |
| - | ------------------------------------- | ---------------------------- | --------- |
| 1 | Арсёново                              | село, административный центр | ↘560      |
| 2 | Деревня фермы № 3 Сакмарского совхоза | деревня                      | ↘194      |
| 3 | Тирякле                               | деревня                      | ↘75       |